# Herrenhaus Lauterbach

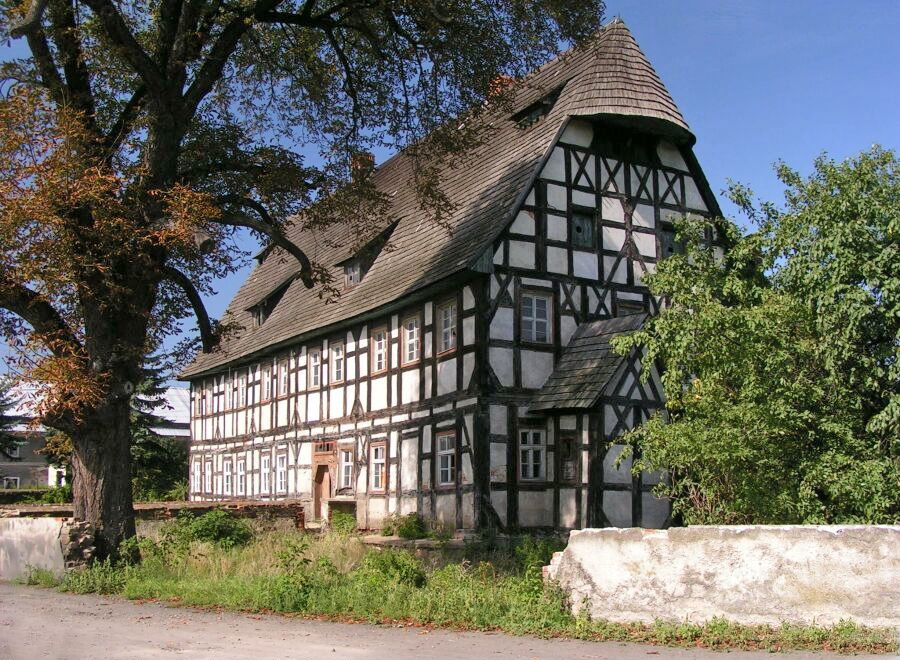
Herrenhaus Lauterbach

Das Herrenhaus Lauterbach früher auch Schloss Lauterbach (polnisch Dwór w Sieniawce) befindet sich in Sieniawka (deutsch Lauterbach) in der Landgemeinde Łagiewniki (Heidersdorf) im Powiat Dzierżoniowski in der Woiwodschaft Niederschlesien in Polen.

## Geschichte
Am Ort, der 1370 erstmals als „Lutribach“ genannt wurde, bestand wohl seit der Renaissance ein Festes Haus. Dieses wurde möglicherweise im Dreißigjährigen Krieg zerstört. Das Niedervorwerk wurde an das Breslauer Jesuitenkolleg verkauft, das 1678 das Herrenhaus errichten ließ. Nach 1775 war das Gut in Besitz von Ferdinand von Sandreczky und Sandraschütz und wurde Teil der Majoratsherrschaft Langenbielau. Nach dem Übergang an Polen 1945 wurden im vormaligen Herrenhaus Wohnungen für Arbeiter der PGR eingerichtet.

## Architektur
Der Bau ist einer der letzten Herrenhäuser aus Fachwerk, die für Schlesien einst prägend waren. Er hat einen gemauerten Sockel und ist von einem ungewöhnlichen mit Rundwalm abgeschlossenen Satteldach gedeckt. Über dem Eingangsportal befinden sich die Datierung und das Monogramm „IHS“. Im Inneren ist in der Diele ein klassizistisches Treppenhaus erhalten.